# Tisbury (stacja kolejowa)
Tisbury – stacja kolejowa we wsi Tisbury w hrabstwie Wiltshire na linii kolejowej West of England Main Line. Stacja pozbawiona sieci trakcyjnej.

## Ruch pasażerski
Stacja obsługuje 51 562 pasażerów rocznie (dane za okres od kwietnia 2020 do marca 2021). Posiada bezpośrednie połączenia z Exeterem, Londynem Waterloo i Salisbury. Pociągi odjeżdżają ze stacji w odstępach godzinnych w każdą stronę. 

## Obsługa pasażerów
Automat biletowy, kasa biletowa, przystanek autobusowy, parking na 60 miejsc samochodowych.